# Euro 2
Euro 2 o EC 96 è un insieme di standard sulle emissioni introdotto nel 1995. Si applica ai veicoli stradali nuovi venduti nell'Unione europea e sostituisce l'Euro 1. È stato sostituito dall'Euro 3.

## Limiti
| Mezzo/classe veicolo                                                                     | Motorizzazione | CO         | HC             | NOx            | Particolato   | Unità di misura |
| ---------------------------------------------------------------------------------------- | -------------- | ---------- | -------------- | -------------- | ------------- | --------------- |
| Ciclomotore                                                                              | qualsiasi      | 1          | 1,2 (HC + NOx) | 1,2 (HC + NOx) |               | g/km            |
| Motociclo                                                                                | < 150 cc       | 5,5        | 1,2            | 0,3            |               | g/km            |
| Motociclo                                                                                | ≥ 150 cc       | 5,5        | 1,0            | 0,3            |               | g/km            |
| Autoveicolo e Autocarri leggeri M                                                        | Benzina        | 2,2        | 0,5 (HC + NOx) | 0,5 (HC + NOx) |               | g/km            |
| Autoveicolo e Autocarri leggeri M                                                        | Diesel         | 1          | 0,7 (HC + NOx) | 0,7 (HC + NOx) | 0,08          | g/km            |
| Autocarri leggeri N ≤ 1.250 kg Autocarri leggeri ≤ 1.700 kg Autocarri leggeri > 1.700 kg | Benzina        | 2,2 4 5    | 0,5 0,6 0,7    | 0,5 0,6 0,7    |               | g/km            |
| Autocarri leggeri N ≤ 1.250 kg Autocarri leggeri ≤ 1.700 kg Autocarri leggeri > 1.700 kg | Diesel         | 1 1,25 1,5 | 0,7 1,0 1,2    | 0,7 1,0 1,2    | 0,8 0,12 0,17 | g/km            |
| Autocarri pesanti                                                                        | qualsiasi      | 4,0        | 1,1            | 7              | 0,15          | g/kWh           |

## Normative di riferimento
Sono Euro 2 i veicoli immatricolati dopo il 1º gennaio 1997 che rispettano una delle seguenti norme:
- 94/12 CE
- 96/1 CE
- 96/44 CE
- 96/69 CE
- 98/77 CE
- 91/542 punto 6.2.1.B

Sono Euro 2 i motocicli immatricolati dopo il 1º aprile 2003 e ciclomotori immatricolati dopo il 17 giugno 2002 che rispettano una delle seguenti norme:
- 97/24 CE cap. 5 fase II
- 2002/51/CE fase A
- 97/24 CE rif. 2003/77/CE fase A
- 2003/77/CE rif. 2002/51/CE fase A
- 2006/120/CE fase A
- 2006/72/CE fase A
- 2009/108/CE fase A